# Heliodoro Díaz Escárraga
Heliodoro Carlos Díaz Escárraga (17 de diciembre de 1951) es un político mexicano, miembro del Partido Revolucionario Institucional, ha sido diputado federal y presidente de la Cámara de Diputados. Fue secretario general de Gobierno de Oaxaca desde el 10 de julio de 2006.
Se ha desempeñado en los cargos de Secretario Privado del Gobernador de Oaxaca Pedro Vázquez Colmenares, Oficial Mayor y Secretario del Ayuntamiento de Oaxaca de Juárez, Delegado del Centro de Investigación y Seguridad Nacional en el Estado de México, Morelos e Hidalgo, secretario de Protección Ciudadana y secretario ejecutivo del Consejo Estatal de Seguridad Pública de 1999 a 2003. 
En 2003 fue elegido diputado federal por el VI Distrito Electoral Federal de Oaxaca a la LIX Legislatura, fue elegido presidente de la Cámara de Diputados para el primer periodo ordinario del Tercer año de ejercicio de la LIX Legislatura correspondiente a los meses entre septiembre y diciembre de 2005, como tal le correspondió responder el V Informe de Gobierno del presidente Vicente Fox. 
El 10 de julio de 2006 el gobernador de Oaxaca, Ulises Ruiz Ortiz, lo nombró Secretario General de Gobierno del estado, en un intento por reiniciar las negociaciones con los maestros que protestan en el centro de la ciudad de Oaxaca de Juárez.